# Список призёров Олимпийских игр по стрельбе из лука
Полный список призёров Олимпийских игр по стрельбе из лука с 1900 по 2020 годы.

## Современные соревнования

### Мужчины

#### Индивидуальное первенство
| Игры                              | Золото                 | Серебро                  | Бронза                  |
| 1972 Мюнхен                       | Джон Уильямс (USA)     | Гуннар Йервилл (SWE)     | Кьёсти Лаасонен (FIN)   |
| 1976 Монреаль                     | Дэррелл Пейс (USA)     | Хироси Митинага (JPN)    | Джанкарло Феррари (ITA) |
| 1980 Москва                       | Томи Пойколайнен (FIN) | Борис Исаченко (URS)     | Джанкарло Феррари (ITA) |
| 1984 Лос-Анджелес                 | Дэррелл Пейс (USA)     | Ричард Маккинни (USA)    | Хироси Ямамото (JPN)    |
| 1988 Сеул                         | Джей Баррс (USA)       | Пак Сон Су (KOR)         | Владимир Ешеев (URS)    |
| 1992 Барселона                    | Себастьен Флют (FRA)   | Чон Джэ Хон (KOR)        | Саймон Терри (GBR)      |
| 1996 Атланта                      | Джастин Хвиш (USA)     | Магнус Петерссон (SWE)   | О Гё Мун (KOR)          |
| 2000 Сидней см. подробнее         | Саймон Фэруэтер (AUS)  | Вик Вандерле (USA)       | Витсе ван Алтен (NED)   |
| 2004 Афины см. подробнее          | Марко Гальяццо (ITA)   | Хироси Ямамото (JPN)     | Тим Кьюддихи (AUS)      |
| 2008 Пекин см. подробнее          | Виктор Рубан (UKR)     | Пак Гён Мо (KOR)         | Баир Бадёнов (RUS)      |
| 2012 Лондон см. подробнее         | О Джин Хёк (KOR)       | Такахару Фурукава (JPN)  | Дай Сяосян (CHN)        |
| 2016 Рио-де-Жанейро см. подробнее | Ку Пон Чхан (KOR)      | Жан-Шарль Валладон (FRA) | Брейди Эллисон (USA)    |
| 2020 Токио см. подробнее          | Мете Газоз (TUR)       | Мауро Несполи (ITA)      | Такахару Фурукава (JPN) |
| 2024 Париж см. подробнее          | Ким У Джин (KOR)       | Брейди Эллисон (USA)     | Ли У Сок (KOR)          |

#### Командное первенство
| Игры                              | Золото                                                       | Серебро                                                     | Бронза                                                           |
| 1988 Сеул см. подробнее           | Республика Корея · Чон Ин Су · Ли Хан Соп · Пак Сон Су       | США · Джей Баррс · Ричард Маккини · Дэррелл Пейс            | Великобритания · Стивен Халлард · Ричард Пристмен · Лерой Уотсон |
| 1992 Барселона см. подробнее      | Испания · Хуан Хольгадо · Альфонсо Менендес · Антонио Васкес | Финляндия · Исмо Фальк · Яри Липпонен · Томи Пойколайнен    | Великобритания · Стивен Халлард · Ричард Пристмен · Саймон Терри |
| 1996 Атланта см. подробнее        | США · Джастин Хвиш · Батч Джонсон · Род Уайт                 | Республика Корея · Чан Ён Хо · Ким Бо Рам · О Гё Мун        | Италия · Маттео Бизьяни · Микеле Франджилли · Андреа Паренти     |
| 2000 Сидней см. подробнее         | Республика Корея · О Гё Мун · Чан Ён Хо · Ким Чон Тхэ        | Италия · Маттео Бизьяни · Микеле Франджилли · Иларио Ди Буо | США · Батч Джонсон · Род Уайт · Вик Вандерле                     |
| 2004 Афины см. подробнее          | Республика Корея · Лим Дон Хён · Чан Ён Хо · Пак Гён Мо      | Тайвань · Чэнь Шиюань · Лю Минхуан · Ван Чжэнбан            | Украина · Дмитрий Грачёв · Виктор Рубан · Александр Сердюк       |
| 2008 Пекин см. подробнее          | Республика Корея · Лим Дон Хён · Ли Чхан Хван · Пак Гён Мо   | Италия · Иларио Ди Буо · Марко Гальяццо · Мауро Несполи     | Китай · Цзян Линь · Ли Вэнцянь · Сю Хайфэн                       |
| 2012 Лондон см. подробнее         | Италия · Марко Гальяццо · Мауро Несполи · Микеле Франджилли  | США · Брейди Эллисон · Джейк Камински · Джейкоб Вуки        | Республика Корея · Лим Дон Хён · Ким Боп Мин · О Джин Хёк        |
| 2016 Рио-де-Жанейро см. подробнее | Республика Корея · Ким У Джин · Ку Пон Чхан · Ли Сын Юн      | США · Закари Гарретт · Джейк Камински · Брейди Эллисон      | Австралия · Алек Поттс · Райан Тьяк · Тейлор Уорт                |
| 2020 Токио см. подробнее          | Республика Корея · Ким У Джин · О Джин Хёк · Ким Дже Док     | Тайвань · Дэн Юйчэн · Тан Чжицзюнь · Вэй Цзюньхан           | Япония · Такахару Фурукава · Юки Кавата · Хироки Муто            |

### Женщины

#### Индивидуальное первенство
С 1984 года кореянки отдали золото в этой дисциплине только один раз — в 2008 году на домашних Играх в Пекине золото выиграла Чжан Цзюаньцзюань.
| Игры                              | Золото                    | Серебро                | Бронза                   |
| 1972 Мюнхен                       | Дорин Уилбер (USA)        | Ирена Шидловская (POL) | Эмма Гапченко (URS)      |
| 1976 Монреаль                     | Люанн Рион (USA)          | Валентина Ковпан (URS) | Зебинисо Рустамова (URS) |
| 1980 Москва                       | Кетеван Лосаберидзе (URS) | Наталья Бутузова (URS) | Пяйви Мерилуото (FIN)    |
| 1984 Лос-Анджелес                 | Со Хян Сун (KOR)          | Ли Линцзюань (CHN)     | Ким Джин Хо (KOR)        |
| 1988 Сеул см. подробнее           | Ким Су Нён (KOR)          | Ван Хи Гён (KOR)       | Юн Ён Сук (KOR)          |
| 1992 Барселона см. подробнее      | Чо Юн Джон (KOR)          | Ким Су Нён (KOR)       | Наталья Валеева (EUN)    |
| 1996 Атланта см. подробнее        | Ким Гён Ук (KOR)          | Хэ Ин (CHN)            | Елена Садовничая (UKR)   |
| 2000 Сидней см. подробнее         | Юн Ми Джин (KOR)          | Ким Нам Сун (KOR)      | Ким Су Нён (KOR)         |
| 2004 Афины см. подробнее          | Пак Сон Хён (KOR)         | Ли Сон Джин (KOR)      | Элисон Уильямсон (GBR)   |
| 2008 Пекин см. подробнее          | Чжан Цзюаньцзюань (CHN)   | Пак Сон Хён (KOR)      | Юн Ок Хи (KOR)           |
| 2012 Лондон см. подробнее         | Ки Бо Бэ (KOR)            | Аида Роман (MEX)       | Мариана Авития (MEX)     |
| 2016 Рио-де-Жанейро см. подробнее | Чхан Хе Джин (KOR)        | Лиза Унрух (GER)       | Ки Бо Бэ (KOR)           |
| 2020 Токио см. подробнее          | Ан Сан (KOR)              | Елена Осипова (ROC)    | Лучилла Боари (ITA)      |

#### Командное первенство
В этой дисциплине южнокорейские лучницы не знают поражений с 1988 года, выиграв подряд 9 золотых медалей. Второе место 4 раза за 9 Игр занимали китайские спортсменки.
| Игры                              | Золото                                                    | Серебро                                                            | Бронза                                                                           |
| 1988 Сеул                         | Республика Корея · Ким Су Нён · Ван Хи Гён · Юн Ён Сук    | Индонезия · Лильес Хандаяни · Нурфитрияна Сайман · Кусума Вардхани | США · Дебора Окс · Денис Паркер · Мелани Скиллмен                                |
| 1992 Барселона                    | Республика Корея · Чо Юн Джон · Ким Су Нён · Ли Ын Гён    | Китай · Ма Сянцзюнь · Ван Хон · Ван Сяочжу                         | Объединённая команда · Людмила Аржанникова · Хатуна Квиришвили · Наталья Валеева |
| 1996 Атланта                      | Республика Корея · Ким Джо Сун · Ким Гён Ук · Юн Хе Ён    | Германия · Барбара Менсинг · Корнелия Пфоль · Сандра Вагнер-Заксе  | Польша · Ивона Марцинкевич · Катажина Клата · Иоанна Новицкая                    |
| 2000 Сидней см. подробнее         | Республика Корея · Ким Су Нён · Ким Нам Сун · Юн Ми Джин  | Украина · Елена Садовничая · Наталья Бурдейна · Катерина Сердюк    | Германия · Барбара Менсинг · Корнелия Пфоль · Сандра Вагнер-Заксе                |
| 2004 Афины см. подробнее          | Республика Корея · Ли Сон Джин · Пак Сон Хён · Юн Ми Джин | Китай · Хэ Ин · Линь Сан · Чжан Цзюаньцзюань                       | Тайвань · Чэнь Лижу · У Хуэйжу · Юань Шуци                                       |
| 2008 Пекин см. подробнее          | Республика Корея · Чу Хён Чжон · Пак Сон Хён · Юн Ок Хи   | Китай · Чэнь Лин · Гу Дань · Чжан Цзюаньцзюань                     | Франция · Виржини Арнольд · Софи Додемон · Беранжер Шю                           |
| 2012 Лондон см. подробнее         | Республика Корея · Ки Бо Бэ · Ли Сон Джин · Чхве Хён Джу  | Китай · Чэн Мин · Фан Юйтин · Сюй Цзин                             | Япония · Микиэ Каниэ · Рэн Хаякава · Каори Каванака                              |
| 2016 Рио-де-Жанейро см. подробнее | Республика Корея · Ки Бо Бэ · Чхан Хе Джин · Чхве Ми Сун  | Россия · Туяна Дашидоржиева · Ксения Перова · Инна Степанова       | Тайвань · Тань Ятин · Линь Шицзя · Лэй Цяньин                                    |
| 2020 Токио см. подробнее          | Республика Корея · Ан Сан · Чан Мин Хи · Кан Чхэ Ён       | ОКР · Светлана Гомбоева · Ксения Перова · Елена Осипова            | Германия · Мишель Кроппен · Шарлин Шварц · Лиза Унрух                            |

### Смешанные пары
| Игры                     | Золото                                  | Серебро                                      | Бронза                                       |
| 2020 Токио см. подробнее | Республика Корея · Ким Дже Док · Ан Сан | Нидерланды · Стив Вейлер · Габриэла Схлуссер | Мексика · Алехандра Валенсия · Луис Альварес |

## Отменённые соревнования

### 1900, Париж
|                        | Золото                   | Серебро                  | Бронза                      |
| Кордон доре, 50 метров | Анри Эруэн Франция       | Хуберт ван Иннис Бельгия | Эмиль Фиссо Франция         |
| Кордон доре, 33 метра  | Хуберт ван Иннис Бельгия | Виктор Тибо Франция      | Шарль Фредерик Пети Франция |
| Шапеле, 50 метра       | Эжен Мужен Франция       | Анри Эль Франция         | Эмиль Мерсье Франция        |
| Шапеле, 33 метра       | Хуберт ван Иннис Бельгия | Виктор Тибо Франция      | Шарль Фредерик Пети Франция |
| А ля эрш               | Эммануэль Фулон Бельгия  | Эмиль Дрюа Бельгия       | нет                         |
| А ля эрш               | Эммануэль Фулон Бельгия  | Огюст Серрюрье Франция   | нет                         |
| А ля пирамид           | Эмиль Грюмье Франция     | Огюст Серрюрье Франция   | Луи Глинье Бельгия          |

### 1904, Сент-Луис

#### Мужчины
| Дисциплина                | Золото                                                        | Серебро                                                        | Бронза                                                        |
| Двойной американский круг | Джордж Брайнт США                                             | Роберт Уильямс США                                             | Уильям Томпсон США                                            |
| Двойной йоркский круг     | Джордж Брайнт США                                             | Роберт Уильямс США                                             | Уильям Томпсон США                                            |
| Командное первенство      | Уильям Томпсон Роберт Уильямс Льюис Макссон Гален Спенсер США | Чарльз Вудрафф Уильям Кларк Чарльз Хаббард Сэмюэль Дьювалл США | Джордж Брайнт Уоллас Брайнт Сайрус Даллин Генри Ричардсон США |

#### Женщины
| Дисциплина                | Золото                                                      | Серебро                   | Бронза            |
| Двойной колумбийский круг | Матильда Хауэлл США                                         | Эмма Кук США              | Джесси Поллок США |
| Двойной национальный круг | Матильда Хауэлл США                                         | Эмма Кук США              | Джесси Поллок США |
| Командное первенство      | Матильда Хауэлл Джесси Поллок Лора Вудрафф Луиза Тейлор США | Эмма Кук Мэйбл Тейлор США | нет               |

### 1908, Лондон

#### Мужчины
| Дисциплина            | Золото                    | Серебро                            | Бронза                |
| Континентальный стиль | Эжен Гризо Франция        | Луи Верне Франция                  | Гюстав Кабаре Франция |
| Йоркский круг         | Уильям Дод Великобритания | Рейнальд Брукс-Кинг Великобритания | Генри Ричардсон США   |

#### Женщины
| Дисциплина        | Золото             | Серебро         | Бронза                 |
| Национальный круг | Куини Ньюолл (GBR) | Лотти Дод (GBR) | Беатрис Хилл-Лоу (GBR) |

### 1920, Антверпен
| Дисциплина                   | Золото | Серебро | Бронза |
| Individual fixed large bird  | Эдмон Клотенс Бельгия | Луи ван де Перк Бельгия                                                                                                  | Фирмин Фламанд Бельгия                                                                                    |
| Team fixed large bird        | Эдмон Клотенс Луи ван де Перк Фирмин Фламанд Эдмонд ван Мор Жозеф Эрман Август ван де Верре Бельгия                                | нет | нет |
| Individual fixed small bird  | Эдмонд ван Мор Бельгия | Луи ван де Перк Бельгия                                                                                                  | Жозеф Эрман Бельгия                                                                                       |
| Team fixed small bird        | Эдмон Клотенс Луи ван де Перк Фирмин Фламанд Эдмонд ван Мор Жозеф Эрман Август ван де Верре Бельгия                                | нет | нет |
| Individual moving bird, 28 m | Хуберт ван Иннис Бельгия | Леон Квентен Франция | нет |
| Team moving bird, 28 m       | Янус Тиувес Дриске ван Буссель Йоп Пакбирс Янус ван Меринбоэр Йо ван Гастель Тео Виллемс Пит де Брувер Тист ван Гестель Нидерланды | Хуберт ван Иннис Альфонс Алерт Эдмонд де Книббер Луи Делькон Жером де Мейер Пьер ван Тильт Луи Фирен Луи ван Бек Бельгия | Жюльен Брюль Леон Квентен Паскаль Фовель Эжен Гризо Эжен Рише Артур Мабеллон Леон Эпин Поль Лерой Франция |
| Individual moving bird, 33 m | Хуберт ван Иннис Бельгия | Жюльен Брюль Франция | нет |
| Team moving bird, 33 m       | Хуберт ван Иннис Пьер ван Тильт Жером де Мейер Альфонс Алерт Эдмонд де Книббер Луи Делькон Луи ван Бек Луи Фирен Бельгия           | Жюльен Брюль Леон Квентен Паскаль Фовель Эжен Гризо Эжен Рише Артур Мабеллон Леон Эпин Поль Лерой Франция                | нет |
| Individual moving bird, 50 m | Жюльен Брюль Франция | Хуберт ван Иннис Бельгия                                                                                                 | нет |
| Team moving bird, 50 m       | Хуберт ван Иннис Пьер ван Тильт Жером де Мейер Альфонс Алерт Эдмонд де Книббер Луи Делькон Луи ван Бек Луи Фирен Бельгия           | Жюльен Брюль Леон Квентен Паскаль Фовель Эжен Гризо Эжен Рише Артур Мабеллон Леон Эпин Поль Лерой Франция                | нет |